# 가천초등학교 (전북)
가천초등학교는 대한민국 전북특별자치도 완주군 경천면 가천리에 있는 공립 초등학교이다.

## 학교 연혁
- 1929년 5월 4일 운동하공립보통학교 설립인가
- 1938년 4월 1일 운동하공립심상소학교로 개칭
- 1941년 4월 1일 운동하공립국민학교로 개칭
- 1959년 5월 4일 가천국민학교로 개명
- 1996년 3월 1일 가천초등학교로 개칭
- 2013년 9월 1일 오병근 교장 부임
- 2017년 2월 10일 제82회 졸업(졸업생 누계 3,317명)
- 2017년 9월 1일 김성호 교장 부임

## 학교 상징
- 우리 학교 꽃 - 금낭화 : 이른 봄, 우리 고장 산들 계곡에 현호색 단장을 한 금낭화. 아무 곳에서나 볼 수 없는 아름다운 꽃으로 겨레의 꽃이 되고파 슬기롭게 자라는 꿈둥이 같다. 겨레 사랑 받은 꽃 금낭화와 더불어 학교를 사랑하듯 힘 모아 가꾸고 길러보자.
- 우리 학교 나무 - 금송 : 단정한 수령이 세계 3대 공원목의 하나라고 불릴 정도로 아름다운 상록 침엽 교목인 금송. 학교의 동쪽 화단에서 100여년 동안을 묵묵히 지켜준 끈기를 본받아 21세기를 주도할 가천 어린이들도 푸른 꿈을 키워 나가자.
- 우리 학교 새 - 뻐꾸기 : 흰색 무늬가 선명한 자랑스런 모습을 뽐내며 높은 꼭대기에서 힘차게 날아가는 뻐꾸기. 둥우리를 차지할 때는 격렬하게 서로 싸우지만 썩은 나무 구멍이나 옛 둥우리를 이용하는 슬기를 본받아 자신감을 갖고 목표를 향해 힘차게 슬기롭게 날아보자.

## 참고 자료
- 가천초등학교 - 한국교육학술정보원 학교알리미